# Killingworth (Tyne and Wear)
Killingworth è un paese di 9 746 abitanti della contea del Tyne and Wear, in Inghilterra.